# مسرح الدوقة
مسرح الدوقة هو أحد مسارح وست اند ويقع في مدينة وستمنستر، لندن، وتقع في شارع كاترين بالقرب من ألدفيتش. ويتسع المسرح ل479 شخص وتم افتتاحه بتاريخ 25 نوفمبر 1929.
‌